# 纹背鼩鼱
纹背鼩鼱（学名：Sorex cylindricauda）为鼩鼱科鼩鼱属的动物。在中国大陆，分布于甘肃、陕西、云南、四川等地，多见于山地森林以及灌丛草丛，以针叶林为主。该物种的模式产地在四川宝兴。

## 亚种
- 纹背鼩鼱指名亚种（学名：Sorex cylindricauda cylindricauda），Milne-Edwards于1872年命名。在中国大陆，分布于陕西、云南（北部）、四川等地。该物种的模式产地在四川宝兴。[3]
- 纹背鼩鼱云南亚种（学名：Sorex cylindricauda gomphus），G. Allen于1923年命名。在中国大陆，分布于云南（西部）等地。该物种的模式产地在云南西部。[4]
- 纹背鼩鼱甘肃亚种（学名：Sorex cylindricauda wardi），Thomas于1911年命名。在中国大陆，分布于甘肃等地。该物种的模式产地在甘肃临潭。[5]